# Shavkat Mirziyoyev

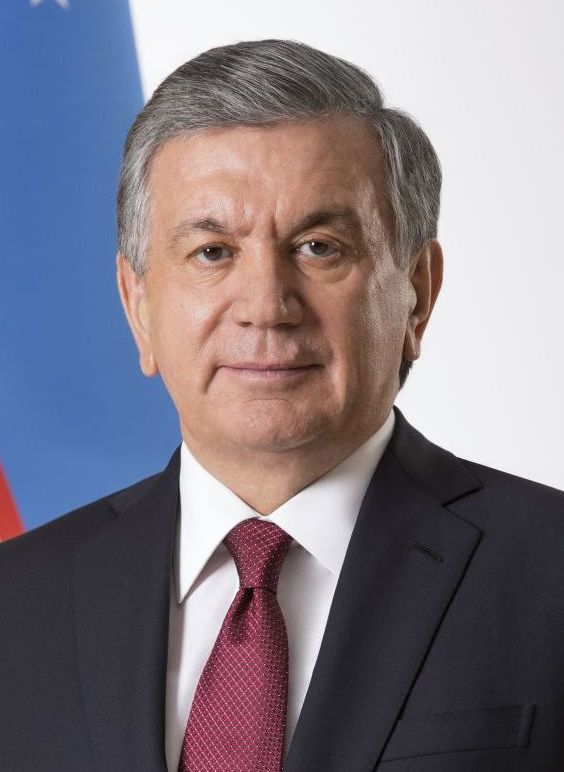
Shavkat Mirziyoyev (2018)

Shavkat Miromonovich Mirziyoyev (* 24. Juli 1957 in Zaamin, Usbekische SSR, Sowjetunion) ist seit 2016 der Präsident der Republik Usbekistan. Zuvor war er seit 2003 Premierminister unter dem  ersten Präsidenten nach der Unabhängigkeit,  Islom Karimov.

## Ausbildung und Karriere
Er besuchte die russischsprachige Mittelschule Nr. 60 in Zaamin. Er studierte am Institut für Mechanisierung der Landwirtschaft und Bewässerungstechnik in Taschkent  und schloss sein Studium 1981 ab. Mirsijojew ist diplomierter Maschinenbauingenieur und Kandidat der technischen Wissenschaften. Nach dem Studienabschluss arbeitete er dort als Juniorwissenschaftler, Dozent und Vizerektor für akademische Angelegenheiten.

## Politische Tätigkeit

### In der UdSSR
Mirsijojew begann seine politische Karriere Ende der 1980er Jahre, als er der Kommunistische Partei der Sowjetunion (KPdSU) beitrat. Im Jahr 1990 wurde er zum Abgeordneten des Obersten Sowjets gewählt.

### Im unabhängigen Usbekistan
Nach der Erklärung der Unabhängigkeit Usbekistans am 31. August 1991 behielt Mirsijojew sein Amt und trat der Volksdemokratische Partei Usbekistans (NDPU) bei.
1992 wurde Mirsijojew zum Hokim (Leiter der Verwaltung) des Mirzo-Ulugbek Bezirks in Taschkent ernannt. Außerdem wurde er zum Abgeordneten des Obersten Sowjets der Republik gewählt. Im Jahr 1996 wurde er zum Hokim der Provinz Jizzax (Dschissach) und 2001 zum Hokim der Provinz Samarqand ernannt.
Neben seiner Tätigkeit in der Exekutive war er von 1995 bis 2003 Abgeordneter im Oliy Majlis (Parlament) der Republik Usbekistan.

### Premierminister Usbekistans
Am 12. Dezember 2003 bestätigte der Oliy Majlis (Parlament) Mirsijojew als Premierminister der Republik Usbekistan. Danach wurde er noch dreimal, 2005, 2010 und 2015, von den Kammern des Oliy Majlis in diesem Amt bestätigt.
Im Jahr 2004 wurde Mirsijojew Mitglied des politischen Rates der Liberaldemokratischen Partei.

### Präsident Usbekistans
Nach dem Tod von Islam Karimov im September 2016 wurde Schawkat Mirsijojew zum Interimspräsidenten Usbekistans ernannt. Anschließend wurde er zum zweiten Präsidenten des Landes gewählt und erhielt ca. 89 % der Wählerstimmen. Bei seiner Amtseinführung am 14. Dezember 2016 versprach Mirsijojew umfangreiche Reformen in den Bereichen Politik und Justiz, Außenpolitik, Wirtschaft und Soziales.

#### Reformen
Während seiner Amtszeit als Präsident hat Mirsijojew eine Reihe von politischen, wirtschaftlichen und sozialen Reformen eingeleitet. So wurde zum Beispiel das Verbot von Kinder- und Zwangsarbeit in der Baumwollindustrie eingeführt, was eine zuvor im Land weit verbreitete Praxis beendet.
Im Jahr 2023 zielen Reformen von Mirsijojew darauf ab, Usbekistan in eine offene Wirtschaft zu verwandeln, die attraktiv für Unternehmer und ausländische Investoren ist. Zu Mirsijojews Prioritäten gehören insbesondere Bekämpfung von Korruption und Bürokratie sowie die Beseitigung von Handelshemmnissen.
Nach seinem Amtsantritt schlug Mirsijojew den Liberalisierungskurs ein. Am 7. Februar 2017 wurde die „Handlungsstrategie für fünf prioritäre Entwicklungsrichtungen der Republik Usbekistan für 2017-2021“ verabschiedet. Diese Strategie umfasst Verbesserung des staatlichen und gesellschaftlichen Aufbaus, Sicherung der Rechtsstaatlichkeit und weitere Reformen der Justiz und des Rechtssystems, Entwicklung und Liberalisierung der Wirtschaft, Entwicklung des sozialen Bereichs sowie die Gewährleistung der Sicherheit, interethnischen Harmonie und religiösen Toleranz sowie die Umsetzung einer ausgewogenen, gegenseitig vorteilhaften und konstruktiven Außenpolitik.
Es wurden Veränderungen in den Bereichen Wirtschaft, Schutz der Meinungsfreiheit und Menschenrechte, Personalpolitik in der Staatsverwaltung, Bildung, Polizei und Streitkräfte sowie in den Geheimdiensten vorgenommen. Zum ersten Mal wurde der Hoher Kommissar der Vereinten Nationen für Menschenrechte in das Land eingeladen. Schawkat Mirsijojew begann die Bürger zur Kritik an staatlichen Organen zu ermutigen. Es wurden auch religiöse Reformen eingeleitet, die die Religionsfreiheit fördern sollten. Eine der wichtigsten Neuerungen von Mirsijojew war die Einführung eines virtuellen Büros, an das sich alle Bürger des Landes wenden können. Es soll einen direkten Dialog mit der Bevölkerung ermöglichen, eine schnelle Lösung von Problemen vor Ort, die Beseitigung von Mängeln sowie den Schutz der Rechte und Interessen von natürlichen und juristischen Personen sicherstellen. Im Jahr 2020 gingen beim virtuellen Büro des Präsidenten 1,2 Millionen Anfragen ein. 752 Beamte, die Anfragen nicht ordnungsgemäß bearbeitet hatten, wurden zur Rechenschaft gezogen. In Usbekistan wurden Hotlines für Fragen an den Präsidenten eingerichtet, es gibt unabhängige Medien und Blogger, regelmäßig werden Pressekonferenzen abgehalten. Die meisten politischen Gefangenen aus der Karimov-Ära wurden aus usbekischen Gefängnissen entlassen. Das wegen brutaler Folter berüchtigte Gefängnis Jaslyk wurde aufgelöst.
Im Jahr 2018 wurde die Internationale Islamische Akademie Usbekistans gegründet, die der Hauptträger der religiösen Bildung im Land ist. Im selben Jahr verabschiedete das Parlament eine „Roadmap“ zur weiteren Verbesserung der Bedingungen für die Religionsfreiheit durch die Integration vieler Empfehlungen des Sonderberichterstatters der Vereinten Nationen. Im Rahmen dieser Roadmap verpflichtete sich die Regierung, das restriktive Religionsgesetz von 1998 zu revidieren; die neue Fassung des Gesetzes wurde 2021 verabschiedet. Im Jahr 2019 kürte das Nachrichtenmagazin The Economist Usbekistan aufgrund der durchgeführten Reformen zum „Land des Jahres“. Im Jahr 2020 wurde Usbekistan erstmals seit 2005 von der US-Kommission für internationale religiöse Freiheit (USCIRF) von der Liste der Länder gestrichen, in denen die Religionsfreiheit der Bürger verletzt wird. Im Jahr 2022 verabschiedete Schawkat Mirsijojew die Entwicklungsstrategie „Neues Usbekistan“, die darauf abzielt, die Wirtschaft des Landes zu öffnen und ausländische Investitionen mit Schwerpunkt auf erneuerbarer Energie anzuziehen. Die Strategie ist bis 2026 ausgelegt.

### Außenpolitik
Die von Schawkat Mirsijojew betriebene Außenpolitik wird als ausgewogen, aktiv und pragmatisch eingeschätzt. Ein besonderer Schwerpunkt liegt darauf, „eine übermäßige Abhängigkeit von einer der großen Weltmächte zu vermeiden“. Es wird festgestellt, dass diese Merkmale bei der Stärkung der Beziehungen zu den zentralasiatischen Staaten deutlich zum Ausdruck gekommen sind. Usbekistan hat sich von seiner früheren Politik der begrenzten regionalen Zusammenarbeit abgewandt.

#### Beziehungen zwischen Usbekistan und Deutschland
Der erste offizielle Besuch des Staatsoberhaupts nach Deutschland in 18 Jahren fand im Januar 2019 statt. Auf Einladung der Bundeskanzlerin kam Mirsijojew am 21. Januar 2019 in Berlin an. Dort traf er sich mit Bundeskanzlerin Angela Merkel, Bundespräsident Frank-Walter Steinmeier und Bundestagspräsident Wolfgang Schäuble. Im Vorfeld des Besuchs und vor dem Hintergrund der anhaltenden Marktliberalisierung in Usbekistan wurden auf dem Deutsch-Usbekischen Wirtschaftsforum in Berlin Investitionsverträge in Höhe von über 4 Milliarden Euro unterzeichnet. Im August 2021 hat Deutschland über 2.000 Menschen aus Afghanistan über Usbekistan evakuiert. Mirsijojew erklärte sich bereit, die Evakuierung von Menschen, die auf der Liste Deutschlands stehen, fortzusetzen. Der deutsche Außenminister Heiko Maas dankte der usbekischen Seite für die Unterstützung bei der Organisation der Evakuierung deutscher und anderer ausländischer Bürger aus Afghanistan.
Vom 2. bis 4. Mai 2023 besuchte Mirsijojew mit seiner Ehefrau auf Einladung des Bundespräsidenten Frank-Walter Steinmeier Deutschland. Im Rahmen des Besuchs fanden Gespräche mit Steinmeier, Bundeskanzler Olaf Scholz sowie CEOs führender deutscher Unternehmen und Banken statt. Die Parteien unterzeichneten Vereinbarungen über Investitionen in neue Projekte im Wert von 9 Milliarden US-Dollar. Die Projekte zielen auf die Zusammenarbeit in den Bereichen grüne Energie, Bergbau, Chemie, Pharmazeutik, Modernisierung der Verkehrsinfrastruktur, Digitalisierung der Landwirtschaft, Innovationen und mehr ab.

### Wahlen und Referendum
Bei den Präsidentschaftswahlen am 24. Oktober 2021 kandidierte Mirsijojew für eine zweite Amtszeit und gewann mit 80,1 % der Stimmen. Neben Mirsijojew nahmen noch fünf Kandidaten von den bestehenden Parteien an den Wahlen teil. Zum ersten Mal wurden vor den Präsidentschaftswahlen Fernsehdebatten abgehalten. Nachfolgend kritisierte die Organisation für Sicherheit und Zusammenarbeit in Europa (OSZE) das Fehlen eines „echten Wettbewerbs“ und Verstöße im Wahlprozess. Gleichzeitig stellten OSZE-Vertreter fest, dass in Usbekistan wichtige demokratische Reformen durchgeführt wurden, die fortgesetzt werden sollten, um das bereits Erreichte zu festigen. Laut den Missionen der Gemeinschaft Unabhängiger Staaten (GUS) und der Shanghai Cooperation Organization (SCO) entsprachen die Wahlen dem usbekischen Wahlrecht und den internationalen Verpflichtungen des Landes.
Im April 2023 fand in Usbekistan ein Referendum zur Änderung der Verfassung Usbekistans statt. An der Abstimmung nahmen 16.673 Bürger teil. Der Gesetzesentwurf wurde von 90,21 % der Stimmenden unterstützt. Gegen die Änderungen stimmten 9,35 % der Wähler. Es wurde vorgeschlagen, 27 Artikel in die Verfassung aufzunehmen und dadurch 65 % der bestehenden Fassung zu ändern. Vorgeschlagen wurden unter anderem die Verlängerung der Präsidentenamtszeit von fünf auf sieben Jahre, die Reduzierung der Anzahl der Senatoren, die Abschaffung der Todesstrafe und das Verbot der Auslieferung von usbekischen Staatsbürgern ans Ausland. Laut OSZE-Beobachtern entsprach das Referendum nicht den Kriterien freier Wahlen. Der Leiter der Mission, Albert Jonsson, stellte fest, dass der Diskussionsprozess vor dem Referendum im Allgemeinen umfassend war, nicht alle Fragen wurden jedoch frei debattiert. Er führte weiter aus, dass „…die jüngsten Reformen erwartete Veränderungen gebracht und einige Bereiche verbessert jedoch noch nicht zu echtem politischem Pluralismus geführt haben, bei dem immer unterschiedliche Ansichten berücksichtigt werden.“ Die Beobachtermissionen der GUS und der Shanghai Cooperation Organization (SCO) bewerteten das Referendum als offen und demokratisch.

## Familie
Shavkat Mirziyoyev ist verheiratet, aus der Ehe gingen bisher zwei Töchter und ein Sohn hervor. Seine älteste Tochter Saida Mirziyoyeva wurde im April 2019 zur stellvertretenden Direktorin der Agentur für Information und Massenkommunikation in der Präsidialverwaltung von Usbekistan ernannt. Im Jahr 2022 war sie stellvertretende Vorsitzende des Kuratoriums des öffentlichen Stiftung zur Förderung und Entwicklung nationaler Massenmedien. Im November 2022 wurde sie zur Leiterin der Abteilung für Kommunikations- und Informationspolitik in der Präsidialverwaltung ernannt. Die jüngste Tochter war 2019 Abteilungsleiterin im Ministerium für Vorschulbildung. 2023 hatte Schawkat Mirsijojew 6 Enkelkinder.

## Auszeichnungen
- Orden „Für selbstlose Dienste“ (23. Juli 2007) für langjährige und fruchtbare Arbeit in staatlichen Organen, große Verdienste um die Stärkung des wirtschaftlichen Potenzials des Landes und erfolgreiche Umsetzung von Reformen sowie aktive Teilnahme am öffentlichen Leben.[54]
- Orden „Arbeitsruhm“ (27. August 1998) für langjährige und fruchtbare Arbeit und großen Beitrag zur Entwicklung der Land- und Wasserwirtschaft, Industrie, Wirtschaft und des sozialen Bereichs, zur Erhöhung des Wohlstands des Volkes und zur Erhaltung von Frieden und Stabilität.[55]
- Orden „Dostyk“ I. Klasse (15. März 2018, Kasachstan) für den bedeutenden Beitrag zur Stärkung und Entwicklung der bilateralen politischen, wirtschaftlichen und kulturellen Beziehungen zwischen den Usbekistan und Kasachstan.[56]
- Orden „Danaker“ (22. November 2017, Kirgisistan) für seinen enormen persönlichen Beitrag zur Etablierung einer strategischen Partnerschaft und zur Stärkung der traditionellen Freundschaft und guten Nachbarschaft zwischen der Kirgisische Republik und der Republik Usbekistan.[57]
- Orden „Zarrin Toj“ I. Klasse (10. Juni 2021, Tadschikistan).[58]
- Orden des Heiligen Alexander Newski (23. Juli 2022, Russland) für große Verdienste um die Stärkung der Freundschaft und Zusammenarbeit zwischen Russland und Usbekistan.[59]
- Am 2. Februar 2017 überreichte die Vorsitzende der Amerikanisch-Usbekischen Handelskammer Carolyn Lamm dem Präsidenten Usbekistans Schawkat Mirsijojew eine Ehrenauszeichnung für die Umsetzung von Reformen und die Förderung ausländischer Investitionen.[60]
- Am 23. April 2018 wurde Präsident Schawkat Mirsijojew in der türkischen Hauptstadt Ankara die Auszeichnung „Für Verdienste um Eurasien“ verliehen, als Anerkennung für seine „beispiellosen und historischen Verdienste um die Gesellschaft“. Diese Auszeichnung wurde erstmals überreicht. Sie wurde von dem türkischen Wirtschaftsverband EcoAvrasya gestiftet, der seit 2012 den Wettbewerb für die Auszeichnung „Für Verdienste um die türkische Welt“ organisiert.[61]
- Im Dezember 2018 wurde Schawkat Mirsijojew von dem Asiatischen Journalistenverband zum „Mann des Jahres in Asien“ gekürt. Der Präsident Usbekistans wurde für seine Bemühungen zur Friedensstiftung und Zusammenarbeit zwischen den zentralasiatischen Ländern ausgezeichnet.[62][63]
- Ehrendoktor der Universität Nagoya.[64]